# Vortex cordis
Der Vortex cordis (Herzwirbel) ist eine Herzmuskelstruktur an der Herzspitze (Apex cordis). Sie entsteht durch das Umbiegen der oberflächlichen subepikardialen Muskelzüge in die subendokardiale innere Muskelschicht. Er könnte eine zentrale Rolle bei der Defibrillation und der Wiederaktivierung des Herzmuskels spielen.